# Calliope : La Voix des flammes
 (décembre 2016).
Si vous disposez d'ouvrages ou d'articles de référence ou si vous connaissez des sites web de qualité traitant du thème abordé ici, merci de compléter l'article en donnant les références utiles à sa vérifiabilité et en les liant à la section « Notes et références ».
Calliope : La Voix des flammes, paru aux États-Unis en 2006 sous le nom de Candles Burning, est à l'origine un roman inachevé de Michael McDowell, scénariste de Tim Burton pour Beetlejuice et L'Étrange Noël de monsieur Jack, mort en 1999. Il a été repris par Tabitha King.
L'atmosphère du livre n'est pas sans rappeler celle du Talisman, une œuvre de Stephen King coécrite avec Peter Straub[réf. nécessaire].